# Saskatoon (stacja kolejowa)
Saskatoon (ang. Saskatoon railway station) – stacja kolejowa w Saskatoon, w prowincji Saskatchewan, w Kanadzie. Znajduje się osiem kilometrów od centralnej dzielnicy biznesowej. Stacja jest obsługiwana przez The Canadian trzy razy w tygodniu. Stacja wyposażona jest w kasę i poczekalnię. Stacja została uznana za dziedzictwo kolejowe przez rząd federalny w 1996 roku.
Stacja została wybudowana w 1964 roku w stylu międzynarodowym, jako część stoczni Chappell, Canadian National Railway jako union station zastępując starą stację Canadian Pacific.